# La mainadera i l'home de dalt les escales
La mainadera i l'home de dalt —també coneguda com la mainadera o la cangur— és una llegenda urbana que es remunta als anys 60 sobre una mainadera adolescent que rep trucades telefòniques que resulten venir de l'interior de la casa. La història bàsica s'ha adaptat diverses vegades a les pel·lícules.

## Orígens
La llegenda es remunta a la dècada de 1960, amb la seva inspiració original exacta no del tot segura. No obstant això, l'assassinat sense resoldre el 1950 de la cangur adolescent Janett Christman a Columbia, Missouri, sembla haver estat una influència, almenys en versions posteriors mitjançant adaptacions mediàtiques.
Dies abans del seu 14è aniversari, Christman va fer una feina de cangur per a una parella, durant la qual va ser agredida sexualment i assassinada per un agressor desconegut. Un sospitós, Robert Mueller, de 27 anys, era un conegut de Christman i de la parella per a la qual estava treballant. Mueller havia contractat a Christman com a mainadera i estava jugant a cartes amb la parella la nit de l'incident; va marxar aviat, al·legant que havia de tenir cura d'un nen malalt a casa, però en realitat no va anar-se'n cap a casa. Christman va trucar a la policia amb crits per demanar ajuda, però no van saber la seva adreça. Quan la parella va tornar, la llum del porxo estava encesa i la porta principal es va obrir, la qual cosa implicava que Christman havia deixat entrar el seu atacant. S'havia trencat una finestra lateral innecessàriament amb una aixada de jardí estibada a l'interior de la casa.

## Assassinat real
Janett va néixer el 21 de març de 1936 a Charles i LulaMae Christman. Era la més gran de les seves dues germanes, i li encantava tocar el piano i cantar el cor i estava molt implicada a la seva església. En aquells moments estudiava 8è grau a Jefferson Junior High.
A pocs dies de complir 14 anys, Janett ja treballava sovint de mainadera i assumia diverses responsabilitats demostrant la seva maduresa. Així, el 18 de març de 1950, Janett Christman, de llavors encara 13 anys, se li va demanar que fes de cangur per a Ed i Anne Romack, a Columbia, Missouri, la mateixa ciutat on ella vivia.
Tot i que plovia i feia molt fred fora, la parella volia gaudir d'una nit jugant a cartes amb els amics, i Janett va acceptar, ja que tenia ganes de guanyar diners extra. El pare de Janett la va deixar a casa dels Romack al voltant de les 19:30.
Anne Romack va explicar que el seu fill ja estava adormit, així que hauria Janett hauria d'estar en silenci. Com que la seva casa es trobava en una ubicació molt rural, Ed Romack va mostrar a Janett com carregar, descarregar i disparar la seva escopeta que tenia a prop de la porta per si de cas. La parella va explicar que no havia d'obrir la porta a ningú que no conegués i que encegués la llum del porxo perquè pogués estar segura de veure qui hi havia a la porta.
Cap al tard Anne Romack va trucar a casa per comprovar si Janett i el seu fill Gregory estaven bé, però no hi va haver resposta. Anne va suposar que Janett s'havia adormit.
La policia local, però va rebre una trucada al voltant de les 22.30 hores. A la trucada una dona jove estava cridant al telèfon, especialment, cridant i demanant ajuda. Les últimes paraules de Janett a la policia foren: "Veniu de pressa abans que la línia telefònica s'apagui".
A la dècada de 1950 la tecnologia no era avançada i els departaments de policia no tenien la capacitat de fer un seguiment de les trucades telefòniques ni de les seves ubicacions. El departament de policia només podia esperar que la jove tornés a trucar.
Els Romacks van tornar a casa cap a la 1 del matí. Es van adonar que la llum del porxo estava encesa tot i que ells l'havien deixat apagada, ordenant a la Janett que només l'encengués si algú trucava a la porta. També es van adonar d'un cavallet de serrar havia estat deixat fora d'una de les finestres.
Un cop a la porta principal, es van adonar que la porta estava oberta. Un cop dins, van trobar el cos sense vida de la Janett. Estava estirada sobre la seva pròpia sang, amb una ferida greu al cap i punxades a la cara.
El cos sense vida tenia les cames separades i la faldilla aixecada, amb tot d'esgarrapades a la cara i als braços i el cordó d'una planxa elèctrica estava embolicat al coll. A pocs metres del seu cos hi havia el telèfon. Estava desenganxat i estirat a terra.
L'escena mostrava com tot el succés devia passar mentre Janett va trucar a la policia. Anne Romack va córrer llavors a comprovar que el seu fill estigués bé i mentrestant Ed va trucar a la policia, i com que la casa dels Romacks es trobava fora de la jurisdicció del departament de policia de Columbia, també va contactar amb el xèrif del comtat de Boone. Els dos departaments, però es van negar a treballar junts en aquesta investigació.
L'escena del crim fou horrible, ja que semblava que Janett havia lluitat incessantment per la seva vida i tenia diverses ferides defensives. La seva sang havia acabat untada per tota la cuina i la sala d'estar.
La policia va arribar a portar gossos per rastrejar qualsevol olor i es van prendre empremtes dactilars per tota la casa. Un cop realitzada l'autòpsia, es va determinar que Janett havia estat estrangulada i agredida sexualment. Durant la investigació, una agència policial va trobar que s'havia trencat una finestra lateral amb una aixada de jardí i el cavall de serra estava allà deixat just fora d'aquella finestra. La família Romack va declarar que l'aixada del jardí es va mantenir a l'interior de la casa, de manera que l'autor no la podria haver utilitzat per trencar la finestra.
La investigació determinà que es creia que Janett devia conèixer l'autor, ja que la llum del porxo estava encesa i la porta estava oberta, a més que l'escopeta que hi havia al costat de la porta d'entrada estava intacta.
Sense sospitosos i després de setmanes interrogant familiars i amics, les autoritats no tenien manera de saber qui va assassinar Janett. Tot i que alguns creien que estava relacionat amb un assassinat que es va produir de manera similar quatre anys abans.
Aquell anterior assassinat era el de Marylou Jenkins, morta a casa seva el 1946, a una milla de distància d'on va ser assassinada Janett. Marylou tenia 20 anys i la van assassinar d'una manera molt semblant a la de Janett. Va ser violada i estrangulada amb un cable extensiu, i també va ser trobada en un bassal de la seva pròpia sang. Ansiosa per resoldre el cas o culpar algú, la policia creia que Floyd Cochran era el sospitós perquè havia disparat a la seva dona a l'espatlla i el coll amb una escopeta de calibre 12 i després va intentar suïcidar-se, però no va tenir èxit. La policia va interrogar a Floyd durant dos dies sencers sense un advocat. Floyd era un home negre i ràpidament va córrer la notícia que era l'assassí de Marylou. A l'exterior de la comissaria es van formar turbes enfadades a punt per linxar en Floyd, alimentant la xenofòbia, ja que seria un home negre qui hauria matat una noia blanca.
L'única connexió que tenia amb Marylou, era que ell era l'home d'escombraries que donava servei al seu barri. Floyd va confessar, però més tard es va retractar de la seva confessió i va declarar que tenia por de les turbes i la policia. És important tenir en compte que Floyd tenia trastorns mentals importants, tan greus que va ser rebutjat de l'esborrany a la Segona Guerra Mundial. Floyd va ser jutjat per l'assassinat de la seva dona i també va ser jutjat per l'assassinat de Marylou morta el 26 de setembre de 1947.
Hi havia d'altres sospitosos que també havien estat catalogats llavors, però un destacava per damunt dels altres: Robert Mueller. Aquest havia estat amic d'Ed Romack des de l'institut. El 1950 Robert vivia a Columbia amb la seva dona i treballava de sastre. Tenia 27 anys i la Janett li va fer de cangur unes quantes vegades. Tot i que la connexió real era que Robert també coneixia a Marylou Jenkins de l'institut.
Anne Romack va declarar que Robert sovint feia comentaris sexuals sobre el cos de Janett i li va dir a Ed Romack que tenia fantasies de contaminar les joves verges.
El dia abans de l'assassinat de Janetts, Robert va ajudar a Anne Romack a posar-se un vestit, ja que era sastre. La va ajudar a la seva sala de costura on guardava la planxa. L'Anna va recordar que aquell dia en Robert havia provat de palpar-li els pits i que estava extremadament incòmoda. Aquells detalls delatarien perquè va utilitzar un cable de planxa per estrangular o que les estranyes ferides de punxades de la víctima fossin compatibles amb el llapis portamines que Robert duia a la butxaca davantera de la seva jaqueta, ja que l'utilitzava sovint com a sastre.
El matí que Janett va ser assassinada, en Robert va trucar a Janett i li va demanar que li fes de cangur, però ella ja estava compromesa amb la família Romack. Ella li va dir que anaven a jugar a cartes a casa d'un amic. Robert també va assistir al joc de cartes, però va marxar cap a les 10 de la nit durant aproximadament una hora. Va dir que necessitava atendre un nen malalt a casa, però els detectius van determinar que mai havia anat a casa amb la seva dona i el seu fill durant aquest temps.
El matí després de l'assassinat de Janett, Robert va trucar a Ed i li va preguntar si necessitava ajuda per netejar l'escena del crim. Això va ser estrany, ja que la notícia de l'horrible escena encara no s'havia revelat al públic. D'acord amb això, la policia va utilitzar proves circumstancials com a forma d'interrogar a Robert Mueller. Mai es va obtenir una ordre, però el van interrogar durant la nit sense advocat. Robert va aconseguir superar una prova del detector de mentides i tot i que el llapis mecànic que tenia era coherent amb les ferides del cos de Janett. Així que un gran jurat va considerar que no hi havia prou proves per condemnar-lo. Robert Mueller va procedir llavors a demandar per difamació i violació dels seus drets civils demanant més de 300.000 dòlars de compensació, però perdria la demanda. Mai va ser acusat de l'assassinat de Janetts i les autoritats es negaren a creure que van condemnar l'home equivocat per l'assassinat de Marylou Jenkins.

## Llegenda
La llegenda detalla com una adolescent que està mirant la televisió a la nit mentre fa de mainadera passa l'estona després que els nens hagin estat al llit a dalt. Llavors sona el telèfon i un interlocutor desconegut li diu que "comprovi com estan els nens". La noia rebutja la trucada, però la persona que truca anònimament torna a marcar diverses vegades i la noia s'espanta cada cop més. Finalment, la mainadera truca a la policia, que l'informa que rastrejarà la següent trucada. Després que el desconegut torni a trucar, la policia li torna la trucada i li aconsella que marxi immediatament. Evacua la casa i la policia es troba amb ella per explicar-li que les trucades venien de dins de la casa i que l'assetjador no identificat la trucava després de matar els nens al pis de dalt.

### Altres versions
Algunes variants de la història tenen un o més d'aquests detalls:
- En les versions més adaptades als nens, la persona que truca resulta ser un dels nens o un germà gran que ha decidit espantar la mainadera com a broma.
- La mainadera també és assassinada.
- La mainadera rescata els nens i l'assetjador és detingut per la policia.
- Mentre és endut per la policia, l'assetjador xiuxiueja o diu en veu alta "Ens veiem aviat!" a la mainadera.
- En algunes versions, quan l'assetjador truca a la mainadera, només fa sorolls espantosos com rialles o respiració pesada.[5] També en aquesta versió, quan l'operadora diu que les trucades provenen de la mateixa casa, el telèfon es queda en silenci, i quan l'operadora pregunta si la mainadera encara hi és, només reben els mateixos sorolls de por, és a dir, que la mainadera ja ha estat assassinada.
- Els nens estan amb la mainadera mentre miren la televisió. L'assetjador comença a trucar-los, dient-los que estarà amb ells en una quantitat de temps decreixent. Aleshores, després de rebre la notícia que les trucades provenen de l'interior de la casa, senten que s'obre una porta a dalt i després el so de passes que es dirigeixen cap a la seva habitació. Aquesta versió es pot trobar al primer llibre dels llibres Scary Stories to Tell in the Dark.
- Anys després, la mainadera ja és adulta i té una família pròpia. Una nit, ella i el seu marit van a sopar fora mentre una mainadera té cura dels nens. La tarda va bé fins que un cambrer s'acosta a la seva taula i li diu que hi ha una trucada per a ella. Aleshores respon el telèfon i escolta "Has revisat els nens?" Aquest és un final que apareix en algunes de les versions de pel·lícula.
- La policia va informar un dels nens que han trobat l'assetjador sota el llit del nen sostenint una arma.

#### Nino pallasso
Una llegenda urbana semblant és la del nino pallasso o la nina pallasso. Aquesta explica que una mainadera està nerviosa pel que suposa que és una horrible estàtua de mida natural d'un pallasso a la cantonada de l'habitació. Quan la mare o el pare dels nens que cuida truca a casa per interessar-se, la mainadera li pregunta si pot cobrir l'estàtua del pallasso amb una manta. El pare informa la mainadera que no posseeix una estàtua de pallasso: l'"estàtua" era realment un assassí amb nanisme que es vestia amb una disfressa de pallasso.
A causa de la naturalesa d'aquesta versió, les seves pròpies variants de la història tenen un o més d'aquests detalls:
- Els nens mencionen la petita persona assassina que els persegueix, sigui al principi o al final de la història.[7]
- La petita persona assassina fa veure que és una nina de pallasso, en lloc d'una estàtua de pallasso.
- En algunes versions, l'habitació en si pot ser el dormitori dels pares o el soterrani, en lloc de la sala d'estar.
- La mainadera s'enfada lentament per l'estàtua del pallasso en algun moment, abans de trucar als pares i obtenir el seu permís per cobrir l'estàtua del pallasso.
  - En algunes versions, la mainadera demana als pares que canviïn d'habitació[7] o puja o baixa les escales com a mitjà per evitar veure l'estàtua.
- La mainadera utilitza un llençol o una altra cosa per tapar l'estàtua del pallasso.
- En algunes versions, la història té lloc a Newport Beach, Califòrnia.
- En algunes versions, l'intrús és una persona sense sostre pervertida o un pallasso fantasma venjatiu que va morir a casa d'aquesta família, en lloc d'un petit assassí en sèrie assassí o un pacient mentalment malalt.

## Ús al cinema
- Foster's Release (1971)[9]
- The Severed Arm (1973)
- Black Christmas (1974)[10][11]
- O Anjo da Noite (1974)[12]
- The Sitter (1977)[9][13]
- When a Stranger Calls (1979)[9][14]
- When a Stranger Calls Back (1993)[14]
- Black Christmas (2006)
- When a Stranger Calls (2006)[14]
- When a Killer Calls (2006)
- Amusement (2008)
- Black Christmas (2019)